# پطروس کاتساخیان
پطروس میکائیلی کاتساخیان (ارمنی: Պետրոս Միքայելի Քացախյան؛ زادهٔ ۲۵ مهٔ ۱۹۵۶) یک  سیاستمدار اهل ارمنستان است که از تاریخ ۱۹۹۰ تا تاریخ ۱۹۹۵ سمت نمایندگی دوره اول شورای عالی جمهوری ارمنستان را برعهده داشت.

## زندگی‌نامه
در ۲۵ مهٔ ۱۹۵۶ در ارمنستان به دنیا آمد و از دانشگاه ملی پلی‌تکنیک ارمنستان فارغ‌التحصیل شد. 